# عاصفة الشمس
سولستورم (Solstorm)، هي أول رواية  لكاتب الجريمة السويدية أسا لارسون. الرواية هي الأولى من نوعها في سلسلة ريبيكا مارتينسون. فازت بجائزة أفضل رواية جريمة أولى في السويد

## طبعات
- عاصفة الشمس (بالإنجليزية: Sun Storm)‏ (نيويورك، مطبعة ديلاكورتي(ردمك 978-0-385-33981-0))
- عاصفة الشمس (بالإنجليزية: Sun Storm)‏ (نيويورك، دلتا لكتب الجيب، (ردمك 978-0-385-34078-6))
- وحشية مذبح (بالإنجليزية: The Savage Altar)‏ (لندن، فايكنغ, (ردمك 978-0-670-91614-6))

## فيلم
- سولستورم أنتج في عام 2007 مع إيزابيلا سكورابكو في دور ريبيكا مارتينسون.